# اچ‌ام‌ای‌اس بروم (ای‌سی‌پی‌بی ۹۰)
اچ‌ام‌ای‌اس بروم (ای‌سی‌پی‌بی ۹۰) (به انگلیسی: HMAS Broome (ACPB 90)) یک کشتی است که طول آن ۵۶٫۸ متر (۱۸۶ فوت) می‌باشد. این کشتی در سال ۲۰۰۷ ساخته شد.